# Équipe du Danemark masculine de handball

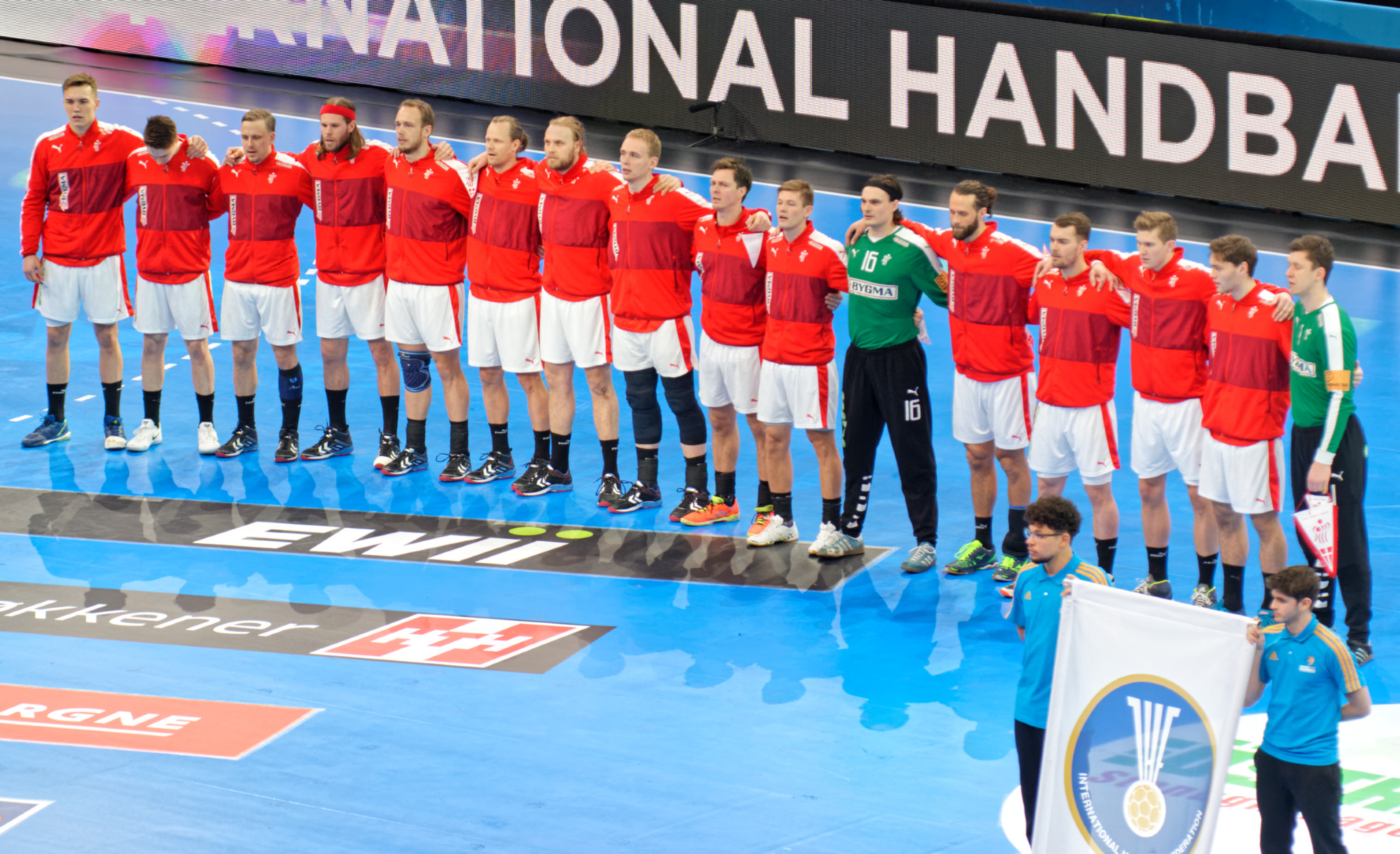
Match de la phase préliminaire du championnat du monde masculin de handball 2017 entre la Suède et le Danemark (Groupe D). À Bercy, le 16 janvier 2017.

Maillots
Dernière mise à jour : 11 août 2024.
L'équipe du Danemark de handball représente la Fédération du Danemark de handball lors des compétitions internationales, notamment lors du tournoi olympique, du championnat du monde et du championnat d'Europe.
Championne olympique en 2016 à Rio de Janeiro, double championne d'Europe en 2008 et 2012, cette sélection scandinave a été trois finaliste du mondial, en 1967, en 2011 et 2013. Elle finit par devenir championne du monde en 2019.
Le Danemark est une nation de référence dans le monde du jeu à sept, et ce plus particulièrement au XXIe siècle au cours duquel il termine neuf fois sur le podium d'une compétition majeure. Après été avoir dirigé pendant près de 10 ans par Ulrik Wilbek, l'Islandais Guðmundur Guðmundsson lui succède à la tête de la sélection en 2014. Ce dernier est remplacé par le Danois Nikolaj Bredahl Jacobsen après le championnat du monde 2017.

## Histoire
Si le Danemark remporte sa première médaille, en argent, lors du championnat du monde 1967, elle devra attendre 35 ans pour monter à nouveau sur le podium d'une compétition majeure, à savoir le Championnat d'Europe 2002 qu'elle finit à la troisième place. Elle échoue toutefois à cinq reprises à la quatrième place, lors des Mondiaux 1970, 1978 (à domicile) et 1982, des JO 1984 et de l'Euro 1994.
Cette médaille de bronze de l'Euro 2002 et les deux autres remportées en 2004 et 2006 sont les prémices de la montée en puissance de la sélection danoise, avec une médaille de bronze au Championnat du monde 2007 et surtout, le titre de champion d'Europe 2008. Après avoir difficilement éliminé l'Allemagne, championne du monde en titre, en demi-finale (26-25), elle s'impose plus facilement face à la Croatie 24 à 20, les Croates étant déjà menés de trois buts (13-10) à la mi-temps.
Après ce premier sacre, le Danemark confirme qu'il est devenu une nation importante du handball, même s'il ne remporte pas de médaille lors des deux compétitions suivantes, terminant quatrième du Mondial 2009 et cinquième de l'Euro 2010.
Lors du Mondial 2011, emmené par un Mikkel Hansen qui sera élu plus tard meilleur joueur de l'année 2011, le Danemark bat en demi-finale l'Espagne 28 à 24 et affronte en finale la France, qui vient de réaliser un triplé historique JO 2008 - Mondial 2009 - Euro 2010. Si elle pousse la sélection française jusqu'en prolongations, elle doit finalement s'incliner 35 à 37 et obtient ainsi sa deuxième médaille d'argent dans un Championnat du monde.
Le Danemark poursuit sur sa lancée au Championnat d'Europe 2012 où il remporte cette fois le titre face à la Serbie pays hôte, sur le score de 21 à 19. Après ce deuxième titre international, le Danemark fait figure de favori pour les compétitions suivantes, mais est éliminé en quart de finale des Jeux olympiques 2012 (24-22 face à la Suède, futur finaliste). Au Championnat du monde 2013, si le Danemark remporte la médaille d'argent, il subit la plus grosse défaite en finale d'une compétition majeure en s'inclinant 35 à 19 face à l'Espagne. Puis, au Championnat d'Europe 2014 organisé à domicile, les Danois réalisent une compétition parfaite jusqu'à la finale où elle subit une démonstration donnée par la France : mené de 10 buts dès la 21e minute, le Danemark devient la première équipe à encaisser plus de 40 buts lors d'une finale (32-41, score final). Enfin, au Mondial 2015 au Qatar, le Danemark réalise une compétition très moyenne, concédant deux matchs nuls en phase de groupe face à l'Argentine et à l'Allemagne puis étant éliminée en quart de finale par l'Espagne.
Si le Danemark fait partie des favoris aux JO de Rio en 2016, elle peine à confirmer son statut avec deux défaites face à la Croatie et à la France et une courte victoire 26-25 face au Qatar en phase de poule. Malgré tout, après avoir eu besoin des prolongations pour écarter la Pologne en demi-finale, les Danois retrouvent en finale des Français qui les ont battu en phase de poule et lors de leurs deux dernières oppositions en finale (au Championnat du monde 2011 puis au Championnat d'Europe 2014) et qui postule à un troisième titre olympique consécutif. Si la France prend le meilleur départ, le Danemark réalise en excellente fin de première mi-temps pour passer en tête à la pause (16-14) et confirme en deuxième mi-temps, portant le score à +5 à 10 minutes de la fin. Le spectre de la défaite réapparait côté Danois lorsque la France revient à -1 à 3 minutes du terme, mais le Danemark tient bon et remporte son premier titre olympique (28-26).
Un an plus tard, au championnat du monde qui a lieu chez le grand rival français, l'équipe se fait éliminer dès les huitièmes de finales par la Hongrie, alors qu'elle avait jusque là gagné tous ses matchs lors de cette compétition : le Danemark semble maudit. Lors de l'Euro 2018 en Croatie, malgré une défaite surprise face à la République tchèque dès le tour préliminaire, les Danois se qualifient pour la demi-finale. Au terme d'un match haletant contre le voisin suédois, le Danemark arrache la prolongation en inscrivant un 3-0 tout à la fin du temps réglementaire mais ne parvient pas à renverser la vapeur et s'incline finalement 34 à 35. Dans le match pour la 3e place, le Danemark retrouve son vieil ennemi, la France, mais c'est le scénario inverse des Jeux olympiques qui se produit : le Danemark prend le meilleur départ, mais la France réalise en excellente fin de première mi-temps pour passer en tête à la pause (17-14) puis porter le score à +5 à 10 minutes de la fin pour finalement s'incliner de trois buts (29-32).
La consécration a lieu un an plus tard à domicile lors du championnat du monde 2019 : après trois défaites en finale (1967, 2011, 2013), les Danois remportent le seul titre international qui leur faisait défaut après avoir conquis l'Europe puis l'or olympique. Ils rejoignent ainsi l'Allemagne, la Russie et la France au rang des pays ayant gagné les trois titres principaux de ce sport. En effet, ni la France, double championne du monde en titre, ni la Norvège qui atteint à nouveau la finale après avoir été la "sensation" du mondial précédent n'ont fait le poids face au rouleau-compresseur danois et son génie Mikkel Hansen, meilleur joueur et meilleur buteur de la compétition. Vainqueur de tous ces matchs de poule dont ceux face à la Norvège puis à la Suède (30-26 pour les deux matchs), les Danois réalisent une démonstration de force face à la France en demi-finale (+6 à la 23e minute, +10 à la 44e minute, 38-30 score final) puis, à nouveau, la Norvège (+7 à la 28e minute, +11 à la 48e minute, 31-22 score final).

## Palmarès
Jeux olympiques
- (2016, 2024)
- (2020)

Championnats du monde
- (2019, 2021, 2023, 2025)
- (1967, 2011, 2013)
- (2007)

Championnats d'Europe
- (2008, 2012)
- (2014, 2024)
- (2002, 2004, 2006)

### Parcours détaillé
| Édition | Tour                   | Rang                               | J                      | V                      | N                      | D                      | BP                     | BC                     |
| ------- | ---------------------- | ---------------------------------- | ---------------------- | ---------------------- | ---------------------- | ---------------------- | ---------------------- | ---------------------- |
| 1972    | Matchs de classement   | 13                                 | 5                      | 2                      | 1                      | 2                      | 78                     | 78                     |
| 1976    | Matchs de classement   | 8                                  | 5                      | 2                      | 0                      | 3                      | 113                    | 127                    |
| 1980    | Matchs de classement   | 9                                  | 6                      | 2                      | 0                      | 4                      | 124                    | 124                    |
| 1984    | Demi-finale            | 4                                  | 6                      | 4                      | 0                      | 2                      | 134                    | 122                    |
| 1988    | Non qualifié           | Non qualifié                       | Non qualifié           | Non qualifié           | Non qualifié           | Non qualifié           | Non qualifié           | Non qualifié           |
| ...     | Non qualifié           | Non qualifié                       | Non qualifié           | Non qualifié           | Non qualifié           | Non qualifié           | Non qualifié           | Non qualifié           |
| 2004    | Non qualifié           | Non qualifié                       | Non qualifié           | Non qualifié           | Non qualifié           | Non qualifié           | Non qualifié           | Non qualifié           |
| 2008    | 7e place               | 7                                  | 8                      | 3                      | 2                      | 3                      | 225                    | 211                    |
| 2012    | Quart de finale        | 6                                  | 6                      | 4                      | 0                      | 2                      | 146                    | 153                    |
| 2016    | Vainqueur              | Médaille d'or, Jeux olympiques     | 8                      | 6                      | 0                      | 2                      | 230                    | 211                    |
| 2020    | Finale                 | Médaille d'argent, Jeux olympiques | 8                      | 6                      | 0                      | 2                      | 255                    | 212                    |
| 2024    | Vainqueur              | Médaille d'or, Jeux olympiques     | 8                      | 8                      | 0                      | 0                      | 267                    | 220                    |
| 2028    | Qualifications à venir | Qualifications à venir             | Qualifications à venir | Qualifications à venir | Qualifications à venir | Qualifications à venir | Qualifications à venir | Qualifications à venir |
| Total   | 9/14 (+0/1)            | 2 titres                           | 60                     | 37                     | 3                      | 20                     | 1572                   | 1458                   |

| Édition | Tour                              | Rang                              | J                                 | V                                 | N                                 | D                                 | BP                                | BC                                |
| ------- | --------------------------------- | --------------------------------- | --------------------------------- | --------------------------------- | --------------------------------- | --------------------------------- | --------------------------------- | --------------------------------- |
| 1994    | Demi-finale                       | 4                                 | 7                                 | 3                                 | 1                                 | 3                                 | 150                               | 152                               |
| 1996    | 11e place                         | 12                                | 6                                 | 0                                 | 0                                 | 6                                 | 132                               | 158                               |
| 1998    | Non qualifié                      | Non qualifié                      | Non qualifié                      | Non qualifié                      | Non qualifié                      | Non qualifié                      | Non qualifié                      | Non qualifié                      |
| 2000    | 9e place                          | 10                                | 6                                 | 2                                 | 0                                 | 4                                 | 143                               | 153                               |
| 2002    | Demi-finale                       | Médaille de bronze, Europe        | 8                                 | 6                                 | 1                                 | 1                                 | 212                               | 190                               |
| 2004    | Demi-finale                       | Médaille de bronze, Europe        | 8                                 | 6                                 | 0                                 | 2                                 | 240                               | 206                               |
| 2006    | Demi-finale                       | Médaille de bronze, Europe        | 8                                 | 5                                 | 1                                 | 2                                 | 249                               | 231                               |
| 2008    | Vainqueur                         | Médaille d'or, Europe             | 8                                 | 7                                 | 0                                 | 1                                 | 233                               | 193                               |
| 2010    | 5e place                          | 5                                 | 7                                 | 5                                 | 0                                 | 2                                 | 198                               | 184                               |
| 2012    | Vainqueur                         | Médaille d'or, Europe             | 8                                 | 6                                 | 0                                 | 2                                 | 216                               | 201                               |
| 2014    | Finale                            | Médaille d'argent, Europe         | 8                                 | 7                                 | 0                                 | 1                                 | 247                               | 222                               |
| 2016    | 5e place                          | 6                                 | 7                                 | 4                                 | 1                                 | 2                                 | 194                               | 180                               |
| 2018    | Demi-finale                       | 4                                 | 8                                 | 5                                 | 0                                 | 3                                 | 235                               | 215                               |
| / 2020  | Tour préliminaire                 | 13                                | 3                                 | 1                                 | 1                                 | 1                                 | 85                                | 83                                |
| / 2022  | Demi-finale                       | Médaille de bronze, Europe        | 9                                 | 7                                 | 0                                 | 2                                 | 274                               | 228                               |
| 2024    | Finale                            | Médaille d'argent, Europe         | 9                                 | 7                                 | 0                                 | 2                                 | 281                               | 233                               |
| / 2026  | Qualifié en tant que pays co-hôte | Qualifié en tant que pays co-hôte | Qualifié en tant que pays co-hôte | Qualifié en tant que pays co-hôte | Qualifié en tant que pays co-hôte | Qualifié en tant que pays co-hôte | Qualifié en tant que pays co-hôte | Qualifié en tant que pays co-hôte |
| / 2028  | Qualifications à venir            | Qualifications à venir            | Qualifications à venir            | Qualifications à venir            | Qualifications à venir            | Qualifications à venir            | Qualifications à venir            | Qualifications à venir            |
| / 2030  | Qualifié en tant que pays co-hôte | Qualifié en tant que pays co-hôte | Qualifié en tant que pays co-hôte | Qualifié en tant que pays co-hôte | Qualifié en tant que pays co-hôte | Qualifié en tant que pays co-hôte | Qualifié en tant que pays co-hôte | Qualifié en tant que pays co-hôte |
| / 2032  | Qualifications à venir            | Qualifications à venir            | Qualifications à venir            | Qualifications à venir            | Qualifications à venir            | Qualifications à venir            | Qualifications à venir            | Qualifications à venir            |
| Total   | 15/16 (+2/4)                      | 2 titres                          | 110                               | 71                                | 1                                 | 34                                | 3089                              | 2829                              |

| Édition        | Tour                                 | Rang                                 | J                                    | V                                    | N                                    | D                                    | BP                                   | BC                                   |
| -------------- | ------------------------------------ | ------------------------------------ | ------------------------------------ | ------------------------------------ | ------------------------------------ | ------------------------------------ | ------------------------------------ | ------------------------------------ |
| 1938           | Demi-finale                          | 4                                    | 3                                    | 0                                    | 0                                    | 3                                    | 6                                    | 20                                   |
| 1954           | 5e place                             | 5                                    | 3                                    | 1                                    | 0                                    | 2                                    | 44                                   | 45                                   |
| 1958           | Demi-finale                          | 4                                    | 6                                    | 4                                    | 0                                    | 2                                    | 121                                  | 86                                   |
| 1961           | 5e place                             | 5                                    | 6                                    | 4                                    | 0                                    | 2                                    | 92                                   | 78                                   |
| 1964           | 7e place                             | 7                                    | 6                                    | 3                                    | 0                                    | 3                                    | 105                                  | 96                                   |
| 1967           | Finale                               | Médaille d'argent, monde             | 6                                    | 4                                    | 0                                    | 2                                    | 92                                   | 77                                   |
| 1970           | Demi-finale                          | 4                                    | 6                                    | 3                                    | 0                                    | 3                                    | 103                                  | 116                                  |
| 1974           | Tour principal                       | 8                                    | 6                                    | 2                                    | 0                                    | 4                                    | 78                                   | 100                                  |
| 1978           | demi-finale                          | 4                                    | 6                                    | 4                                    | 1                                    | 1                                    | 114                                  | 101                                  |
| B 1981         | Match pour la 3e place               | 3                                    | 6                                    | 3                                    | 0                                    | 3                                    | 129                                  | 113                                  |
| 1982           | Demi-finale                          | 4                                    | 7                                    | 4                                    | 1                                    | 2                                    | 150                                  | 143                                  |
| 1986           | Tour principal                       | 8                                    | 7                                    | 3                                    | 0                                    | 4                                    | 152                                  | 160                                  |
| B 1987         | Tour principal                       | 7                                    | 7                                    | 4                                    | 1                                    | 2                                    | 151                                  | 126                                  |
| B 1989         | Tour principal                       | 7                                    | 7                                    | 4                                    | 0                                    | 3                                    | 183                                  | 160                                  |
| 1990           | Non qualifié                         | Non qualifié                         | Non qualifié                         | Non qualifié                         | Non qualifié                         | Non qualifié                         | Non qualifié                         | Non qualifié                         |
| B 1992         | Match pour la 5e place               | 5                                    | 7                                    | 5                                    | 1                                    | 1                                    | 163                                  | 129                                  |
| 1993           | Tour principal                       | 9                                    | 7                                    | 2                                    | 2                                    | 3                                    | 145                                  | 156                                  |
| 1995           | Tour préliminaire                    | 19                                   | 5                                    | 2                                    | 0                                    | 3                                    | 126                                  | 117                                  |
| 1997           | non qualifié                         | non qualifié                         | non qualifié                         | non qualifié                         | non qualifié                         | non qualifié                         | non qualifié                         | non qualifié                         |
| 1999           | 8e de finale                         | 9                                    | 6                                    | 4                                    | 0                                    | 2                                    | 141                                  | 140                                  |
| 2001           | Non qualifié                         | Non qualifié                         | Non qualifié                         | Non qualifié                         | Non qualifié                         | Non qualifié                         | Non qualifié                         | Non qualifié                         |
| 2003           | Tour principal                       | 9                                    | 7                                    | 4                                    | 0                                    | 3                                    | 201                                  | 193                                  |
| 2005           | Tour préliminaire                    | 13                                   | 5                                    | 3                                    | 0                                    | 2                                    | 174                                  | 117                                  |
| 2007           | Demi-finale                          | Médaille de bronze, monde            | 10                                   | 7                                    | 0                                    | 3                                    | 316                                  | 283                                  |
| 2009           | Demi-finale                          | 4                                    | 10                                   | 7                                    | 0                                    | 3                                    | 299                                  | 260                                  |
| 2011           | Finale                               | Médaille d'argent, monde             | 10                                   | 9                                    | 0                                    | 1                                    | 330                                  | 253                                  |
| 2013           | Finale                               | Médaille d'argent, monde             | 9                                    | 8                                    | 0                                    | 1                                    | 291                                  | 244                                  |
| 2015           | Quart de finale                      | 5                                    | 9                                    | 6                                    | 2                                    | 1                                    | 272                                  | 234                                  |
| 2017           | 8e de finale                         | 10                                   | 6                                    | 5                                    | 0                                    | 1                                    | 182                                  | 157                                  |
| / 2019         | Vainqueur                            | Médaille d'or, monde                 | 10                                   | 10                                   | 0                                    | 0                                    | 317                                  | 223                                  |
| 2021           | Vainqueur                            | Médaille d'or, monde                 | 9                                    | 8                                    | 1                                    | 0                                    | 308                                  | 230                                  |
| / 2023         | Vainqueur                            | Médaille d'or, monde                 | 9                                    | 8                                    | 1                                    | 0                                    | 308                                  | 226                                  |
| // 2025        | Vainqueur                            | Médaille d'or, monde                 | 9                                    | 9                                    | 0                                    | 0                                    | 330                                  | 217                                  |
| 2027           | Qualifié en tant que tenant du titre | Qualifié en tant que tenant du titre | Qualifié en tant que tenant du titre | Qualifié en tant que tenant du titre | Qualifié en tant que tenant du titre | Qualifié en tant que tenant du titre | Qualifié en tant que tenant du titre | Qualifié en tant que tenant du titre |
| / 2029         | Qualifications à venir               | Qualifications à venir               | Qualifications à venir               | Qualifications à venir               | Qualifications à venir               | Qualifications à venir               | Qualifications à venir               | Qualifications à venir               |
| / 2031         | Qualifié en tant que pays co-hôte    | Qualifié en tant que pays co-hôte    | Qualifié en tant que pays co-hôte    | Qualifié en tant que pays co-hôte    | Qualifié en tant que pays co-hôte    | Qualifié en tant que pays co-hôte    | Qualifié en tant que pays co-hôte    | Qualifié en tant que pays co-hôte    |
| Total (hors B) | 25/28 (+2/3)                         | 4 titres                             | 183                                  | 124                                  | 8                                    | 51                                   | 4797                                 | 4072                                 |

## Effectifs

### Effectif actuel
L'effectif de l'équipe Jeux olympiques de 2024 est :

## Personnalités liées à la sélection

### Joueurs historiques
- Nikolaj Bredahl Jacobsen
- Jan Jørgensen
- Anders Dahl-Nielsen
- Erik Veje Rasmussen
- Joachim Boldsen
- Kasper Hvidt
- Lars Christiansen
- Michael V. Knudsen
- Mikkel Hansen
- Anders Eggert
- Hans Lindberg
- Jesper Nøddesbo
- Niklas Landin Jacobsen
- Lasse Svan

### Statistiques
| Joueur                     | Sélections |
| -------------------------- | ---------- |
| Lars Christiansen          | 338        |
| Hans Lindberg              | 308        |
| Niklas Landin Jacobsen     | 283        |
| Mikkel Hansen              | 276        |
| Lasse Svan Hansen          | 246        |
| Bo Spellerberg             | 245        |
| Michael V. Knudsen         | 244        |
| Michael Fenger             | 234        |
| Erik Veje Rasmussen        | 233        |
| Henrik Møllgaard           | 229        |
| Jesper Nøddesbo            | 223        |
| Kasper Hvidt               | 219        |
| Kay Jørgensen              | 213        |
| Frank Jørgensen            | 212        |
| Mads Mensah Larsen         | 210        |
| Anders Dahl-Nielsen        | 209        |
| Lars Jørgensen             | 192        |
| Kasper Nielsen             | 191        |
| Morten Stig Christensen    | 190        |
| Joachim Boldsen            | 186        |
| Morten Bjerre              | 185        |
| Klavs Bruun Jørgensen      | 185        |
| Kasper Søndergaard         | 184        |
| Rasmus Lauge               | 182        |
| Christian Hjermind         | 170        |
| Jens Erik Roepstorff       | 162        |
| Anders Eggert              | 160        |
| Lasse Boesen               | 159        |
| Magnus Landin Jacobsen     | 156        |
| Arne Andersen              | 153        |
| Torsten Laen               | 152        |
| Søren Stryger              | 151        |
| Statistiques au 5 mai 2025 |            |

| Joueur                     | Buts |
| -------------------------- | ---- |
| Lars Christiansen          | 1503 |
| Mikkel Hansen              | 1387 |
| Erik Veje Rasmussen        | 1015 |
| Hans Lindberg              | 809  |
| Michael V. Knudsen         | 797  |
| Anders Dahl-Nielsen        | 610  |
| Christian Hjermind         | 595  |
| Nikolaj Bredahl Jacobsen   | 584  |
| Anders Eggert              | 581  |
| Lasse Svan Hansen          | 572  |
| Mathias Gidsel             | 541  |
| Michael Fenger             | 541  |
| Søren Stryger              | 482  |
| Rasmus Lauge               | 463  |
| Jesper Nøddesbo            | 450  |
| Morten Stig Christensen    | 445  |
| Klavs Bruun Jørgensen      | 440  |
| Morten Bjerre              | 432  |
| Lasse Boesen               | 406  |
| Joachim Boldsen            | 405  |
| Kasper Søndergaard         | 395  |
| Frank Jørgensen            | 391  |
| Lars Krogh Jeppesen        | 384  |
| Jens Erik Roepstorff       | 360  |
| Flemming Hansen (1948)     | 359  |
| Klaus Sletting Jensen      | 357  |
| Casper Ulrich Mortensen    | 341  |
| Lars Lundbye               | 338  |
| Bo Spellerberg             | 332  |
| Mads Mensah Larsen         | 331  |
| Emil Jakobsen              | 317  |
| Jan Jørgensen              | 314  |
| Michael Berg               | 312  |
| Statistiques au 5 mai 2025 |      |

### Sélectionneurs
- Aksel Pedersen : de 1938 à 1961
- Henry Larsen : de 1961 à 1962
- Steen Pedersen : de 1962 à 1964
- Gunnar Black Petersen : de 1964 à 1966
- Bent Jakobsen : de 1966 à 1970
- Knud Knudsen : de 1970
- John Bjørklund : de 1965 à 1968
- Jørgen Gaarskjær : de 1971 à 1972
- Leif Mikkelsen : de 1976 à 1987
- Anders Dahl-Nielsen : de 1987 à 1992
- Ole Andersen : de 1992 à 1993
- Ulf Schefvert : de 1993 à 1997
- Keld Nielsen : de 1997 à 1999
- Leif Mikkelsen : de 1999 à 2000
- Torben Winther : de 2000 à 2005
- Ulrik Wilbek : de 2005 à 2014
- Guðmundur Guðmundsson,  : de 2014 à février 2017
- Nikolaj Bredahl Jacobsen : depuis février 2017

## Confrontations contre la France
| Rencontres | Victoires | Nuls | Défaites | Buts pour | Buts contre | Différence |
| ---------- | --------- | ---- | -------- | --------- | ----------- | ---------- |
| 67         | 33        | 4    | 30       | 1741      | 1770        | -19        |